# 固隆村
固隆村，是中华人民共和国山西省晋城市阳城县固隆乡下辖的一个村。
2019年1月21日，固隆村公布为第七批中国历史文化名村。
2019年6月6日，固隆村公布为第五批中国传统村落。